# Архангельский целлюлозно-бумажный комбинат
Архангельский ЦБК (АЦБК) — российское предприятие целлюлозно-бумажной промышленности, один из крупнейших в Европе производителей картона и целлюлозы. Расположен в городе Новодвинске. Входит в перечень системообразующих организаций России.

## История и деятельность

### До 1991 года
В 1931 году объединение «Союзбумага» приняло решение о строительстве Архангельского целлюлозно-бумажного комбината, строительство велось в период 1935—1940, параллельно строилась железнодорожная ветка Архбумстрой — Исакогорка.
5 июня 1938 года был издан приказ НКВД СССР «Об организации отдельных лагерных пунктов по строительству Архангельского и Соликамского целлюлозных заводов», а 10 июля приказ «Об организации Архангельского и Усть-Боровского ИТЛ НКВД для строительства Архангельского и Соликамского целлюлозных комбинатов».
Предприятие запущено в 1940 году, первоначально производилась только обёрточная бумага. Во время Великой Отечественной войны, осенью 1942 года на комбинате открылся засекреченный отжимной цех, в котором производили пороховую целлюлозу — нитроцеллюлозу — компонент для изготовления бездымного пороха. Помимо нитроцеллюлозы мощности комбината пришлось переделывать под выпуск другой оборонной продукции: бумаги «ПИК», гранат и лыж.
В послевоенное время комбинат перепрофилирован под выпуск бумаги для гражданских нужд. Со временем производство расширялось, осваивались новые виды выпускаемой продукции: в 1945 году — белёная целлюлоза, в 1946 году — типографская бумага, в 1948 году — вискозная целлюлоза, в 1955 году — целлюлоза для папиросной бумаги, в 1959 году открыта мебельная фабрика и освоен выпуск ДСП, с 1962 года начато производство писчей бумаги и фотобумаги, с 1968 года на комбинате производится картон.

### После 1991 года
В 1997 году акции предприятия консолидировала компания «Титан».
В 2003 году предприятие выкуплено австрийской фирмой Pulp Mill.
В 2006 году на Архангельском ЦБК впервые в России была выпущена FSC — сертифицированная целлюлоза. В начале 2007 года был запущен новый древесно-подготовительный цех ДПЦ-4, а также состоялось открытие кафедры технологии целлюлозно-бумажного производства Архангельского государственного технического университета. В 2009 году АЦБК был включён в список инновационно активных компаний России. В 2012 году Архангельский ЦБК и Andritz AG (Австрия) подписали контракт на строительство нового завода полуцеллюлозы мощностью 1000 тонн полуфабриката в сутки. В 2013 году Pulp Mill Holding GmbH стал единственным акционером предприятия.
В 2015 году был введён в эксплуатацию новый завод полуцеллюлозы мощность 1000 тонн в сутки на площадке комбината.
Pulp Mill Holding инвестировала в модернизацию Архангельского ЦБК более $500 млн, а объём производства на 2017 год достинг 1 млн тонн целюлозы в год.
В 2019 году на производстве картона АЦБК состоялся технический пуск новой КДМ-2, а в 2020 году предприятие было исключено из Баренцева листа как потенциальный источник загрязнения, открылась новая выпарная станция и завершен инвестиционный проект в области освоения лесов «Реконструкция картона».
В марте 2022 года стало известно, что АЦБК столкнулось с нехваткой импортных химикатов и готовится наладить собственный выпуск замещающего реагента.
В мае 2022 года в ходе заседания в Общественной палате Архангельский целлюлозно-бумажный комбинат предложил скорректировать схему лесовосстановительных работ и возродить систему государственной поддержки лесных питомников.
В июне 2022 года стало известно о получении первого российского сертификата «Лесной эталон».

## Собственники и руководство
Директорами Архангельского ЦБК в разные годы работали Павел Николаевич Балакшин, Евгений Аркадьевич Гусев, Александр Александрович Дыбцын, Саул Соломонович Карасик, Игорь Николаевич Крапивин, Владимир Алексеевич Чуйко, Владимир Иванович Белоглазов, Зылёв Дмитрий Игоревич, Крылов Дмитрий Александрович (занимает пост с июня 2025 года).
С 2024 года акционерами АЦБК являются российские юридические и физические лица. 
АО "Архангельский ЦБК" также управляет производственными площадками в Подмосковье, Калужской области, Воронеже, Ульяновске и Пензе.